# Europese kampioenschappen atletiek 1946 – marathon
Het Europees kampioenschap marathon van 1946 werd gehouden in Oslo.
In totaal bereikten veertien marathonlopers de finish van deze wedstrijd. Marathonwedstrijden voor vrouwen bestonden er in die tijd nog niet.

## Uitslag
| rang   | naam                 | land | tijd    |
| ------ | -------------------- | ---- | ------- |
| Goud   | Mikko Hietanen       | FIN  | 2:24.55 |
| Zilver | Väinö Muinonen       | FIN  | 2:26.08 |
| Brons  | Yakov Punko          | URS  | 2:26.21 |
| 4      | Pierre Cousin        | FRA  | 2:27.05 |
| 5      | Gösta Leandersson    | SWE  | 2:28.30 |
| 6      | Erik Jonsson         | SWE  | 2:30.08 |
| 7      | Squire Yarrow        | GBR  | 2:30.40 |
| 8      | Henning Larsen       | DEN  | 2:32.50 |
| 9      | Athanasios Ragazos   | GRE  | 2:32.58 |
| 10     | Kaspar Schiesser     | SUI  | 2:36.42 |
| 11     | Vaclav Weishautel    | TCH  | 2:37.07 |
| 12     | John Systad          | NOR  | 2:42.59 |
| 13     | Robert Nevens        | BEL  | 2:50.23 |
| 14     | Antonín Špiroch      | TCH  | 2:57.44 |
|        | Horace Oliver        | GBR  | DNF     |
|        | Øivind Gundhu        | NOR  | DNF     |
|        | Stylianos Kiriakidis | GRE  | DNF     |

Turijn 1934 ·
Parijs 1938 ·
Oslo 1946 ·
Brussel 1950 ·
Bern 1954 ·
Stockholm 1958 ·
Belgrado 1962 ·
Boedapest 1966 ·
Athene 1969 ·
Helsinki 1971 ·
Rome 1974 ·
Praag 1978 ·
Athene 1982 ·
Stuttgart 1986 ·
Split 1990 ·
Helsinki 1994 ·
Boedapest 1998 ·
München 2002 ·
Göteborg 2006 ·
Barcelona 2010 ·
Zürich 2014 ·
Berlijn 2018 ·
München 2022 ·